# Iditarod Trail Sled Dog Race

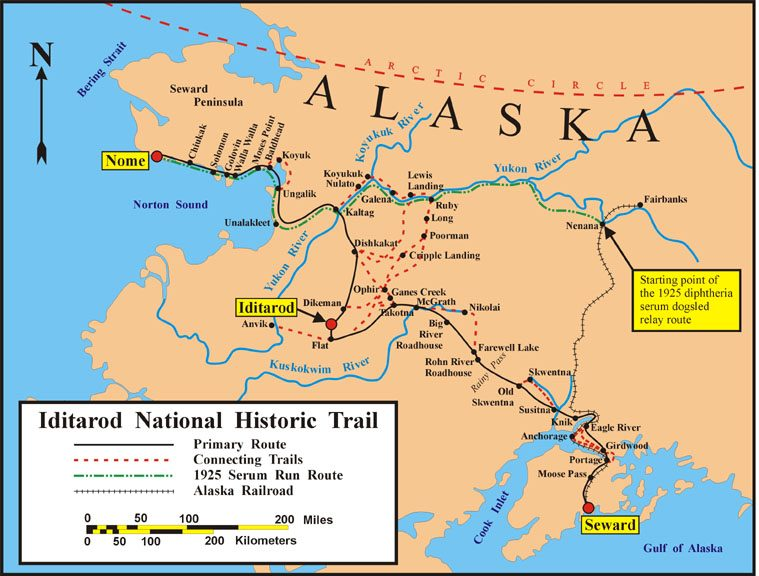
Маршрути перегонів «Ідітарод» у різні роки:
Чорним показано маршрут перших перегонів 1973 року.
Червоним пунктиром показано варіації маршруту.
Зеленим подано маршрут Великих перегонів милосердя 1925 року.

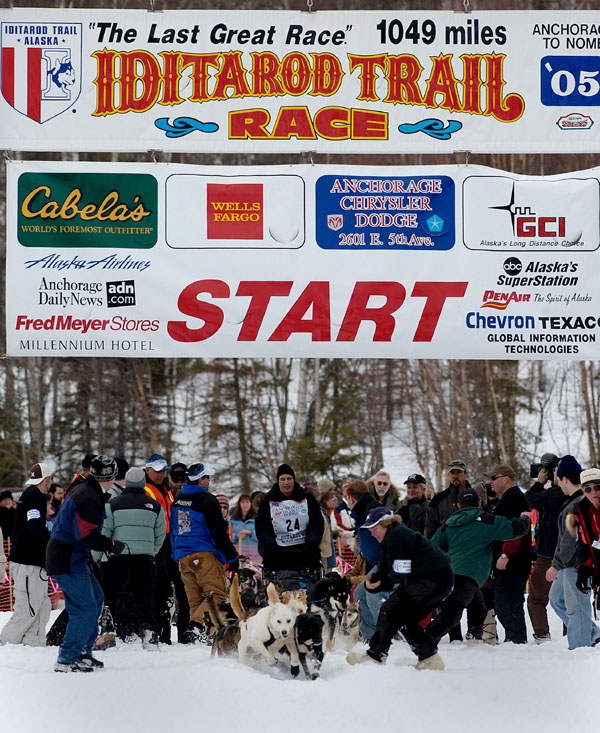
Старт перегонів 2005 року.

Iditarod Trail Sled Dog Race — щорічні перегони на собачих упряжках на далеку дистанцію на Алясці. Проводять із 1973 року на честь Великих перегонів милосердя 1925 року.
У перегонах змагаються команди, до яких входять від 12 до 16 їздових собак та погонич. Вони мають здолати близько тисячі миль, від Анкориджа до Нома. Змагання проходять за двома основними маршрутами, які чергуються через рік: по парних роках — «північний», непарних — «південний». Перегони починаються в першу суботу березня і тривають від 8 до 15 діб.
У 1985 році перегони вперше виграла жінка, американка Ліббі Ріддлс. Протягом чотирьох років поспіль (2007-2010) переможцем був американець Ленс Маккі. Абсолютний рекорд швидкості проходження встановив  2017 року американець Мітч Сівей. Він здолав маршрут перегонів за 8 діб, 3 годин, 40 хвилин та 13 секунд. Погонич побив рекорд свого сина, який встановив його за рік до того.